# Alina Oksza-Orzechowska
Alina Oksza-Orzechowska (ur. 1 stycznia 1946 w Tel-Awiwie) – polska malarka, członek ZPAP.

## Życiorys
Studiowała w Akademii Sztuk Pięknych w Warszawie na Wydziale Malarstwa. Dyplom uzyskała w 1971 roku w Pracowni prof. Stefana Gierowskiego. Dodatkową specjalizację zdobyła w Pracowni Tkaniny prof. Wojciecha Sadleya. Oprócz malarstwa uprawia malarstwo olejne, gwasze, kompozycje w technice mieszanej - gwasz/kolaż.
Mieszka i tworzy w Warszawie. Brała udział w kilkudziesięciu wystawach indywidualnych i zbiorowych w kraju i za granicą. Jej prace znajdują się w kolekcjach prywatnych w Polsce, USA, Francji, Włoszech, Szwecji oraz w galeriach w Polsce.
W latach 1990–2000 powstał cykl obrazów pt "Epifanie". Jej najnowsza wystawa w dniach 16 stycznia – 15 lutego 2014 r. w Galerii TEST w Warszawie pt. W stronę Światła III przedstawiała wybór prac z ostatnich pięciu lat. Jej olejne "Pejzaże Świetlne" powstawały od 2001 roku, jako wynik trwającej od ponad dwudziestu lat fascynacji artystki światłem w szeroko pojętym tego słowa znaczeniu.

## Wystawy indywidualne
- 1994 – Galeria "Pasmo" - Warszawa
- 1995 – Galeria "Zapiecek" - Warszawa (katalog)
- 2000 – Triada, Galeria "LUFCIK" DAP, Warszawa (katalog)
- 2003 – W ramach Roku Polskiego w Szwecji wystawa malarstwa i rzeźby, 6 z Warszawy wraz z Ewą Sieminską w "Stadsgalleriet", Halmstad (katalog)
- 2003 – Galeria "Otwarte Koło" wraz z córką Nicole Orzechowską, Warszawa,
- 2004 – "Art-Office Gallery", Warszawa (katalog)
- 2006 – W stronę Światła - Galeria Domu Artysty Plastyka, Warszawa
- 2007 – Galeria „"Składnica Sztuki", Warszawa
- 2007 – Lagalerie - galeria Stowarzyszenia Artystów „"Le Genie de la Bastille", Paryż
- 2008 – W stronę Światła II, "Galeria „Na piętrze" Związek Polskich Artystów Plastyków, Łódź (katalog)
- 2010 – wystawa malarstwa - "Płocka Galeria Sztuki", Płock (katalog)
- 2010 – wystawa malarstwa - Puławska Galeria Sztuki, Puławy (ulotka-pocztówka)
- 2010 – "Malarstwo" Galeria Ostrołęka (folder)
- 2010 – Galeria "C" - Ciechanów
- 2011 – wystawa grupowa wraz z Anną Lenkiewicz, Joanną Casselius, Ewą Siemińską. "Galeria „Piwnice" BWA - Kielce (katalog)
- 2012 – wystawa malarstwa, Stawisko - Muzeum A. i J. Iwaszkiewiczów
- 2014 – wystawa malarstwa,W stronę Światła III, "Galeria Test", Warszawa (katalog)

## Wybrane wystawy zbiorowe
- 1973 – Galeria ZPAP, Warszawa
- 1992 – Warszawska Dekada Sztuki ASP (katalog)
- 1994 – Warszawski Miesiąc Malarstwa (katalog)
- 1994 – Galeria "Zapiecek", pt. Razem w sztuce i życiu (katalog)
- 1994 – "Centrum Sztuki Bytom", Ogólnopolski Festiwal Małych Form, wystawa pokonkursowa
- 1994 – "Małe Formy", DAP , Warszawa (katalog)
- 1995 – Warszawski Miesiąc Malarstwa (katalog)
- 1996 – Warszawski Miesiąc Malarstwa (katalog)
- 1997 – Warszawski Miesiąc Malarstwa (katalog)
- 1998 – Ziemia - Muzeum Ziemi PAN, Warszawa (katalog)
- 1999 – Moja Ziemia - DAP, Warszawa (katalog)
- 2001 – 4 Biennale Małych Form Malarskich, Toruń - 2001 (plakat)
- 2003 – Patrzymy na siebie, Galeria ZPAP „"Pryzmat", Kraków (katalog)
- 2009 – Taki pejzaż Dom Kultury Polskiej, Wilno (katalog)
- 2010 – Homo Quadratus X Jesienny Międzynarodowy Salon Sztuki - wystawa pokonkursowa Ostrowiec Świętokrzyski (katalog)
- 2012 – wystawa malarstwa Grupy Nieformalnej, "Galeria Michalaków", Kazimierz nad Wisłą
- 2014 – wystawa malarstwa Natura światła-światło natury, Galeria Sztuki Współczesnej we Włocławku (katalog).